# Stanisław Kasprzysiak
Stanisław Kasprzysiak (ur. 12 października 1931 w Zamościu, zm. 9 grudnia 2019 w Warszawie) – polski architekt, tłumacz, eseista, prozaik i archeolog.

## Życiorys
Urodził się 12 października 1931 r. w Zamościu, w rodzinie nauczycieli Edwarda (1901–1940) i Bronisławy z Łopatków (1902–1996). Miał młodszego brata Ireneusza (1933–2024), scenarzystę, redaktora i sekretarza redakcji „Przekroju”. 
Ukończył w 1949 liceum w Zamościu, w 1953 Wydział Architektury Akademii Górniczo-Hutniczej w Krakowie oraz Wydział Architektury Politechniki Krakowskiej, gdzie w 1955 r. obronił pracę dyplomową u prof. Witolda Cęckiewicza pt. Rekonstrukcja Zamku Królewskiego w Nowym Sączu. Po studiach pracował jako kreślarz w pracowni prof. Witolda Korskiego, następnie w latach 1955–1969 opracowywał inwentaryzacje i rekonstrukcje zabytków architektury drewnianej na terenie Małopolski u konserwatora zabytków dr Hanny Pieńkowskiej. Był członkiem SARP-u O. Kraków (1961–1975 i 1986–1992). W latach 1970–2011 przeprowadzał badania archeologiczne na terenie Lombardii: Mediolan, Brescia, Sirmione, Como, Breno, Cividate Camuno, Mantua, Castelseprio i Torba, oraz Rimini, Sarsina i Altino, których wyniki publikował w języku włoskim w tamtejszych periodykach.
Pracował też jako scenograf i scenarzysta w zespole filmowym prof. Antoniego Bohdziewicza. Jest autorem scenariusza i dialogów do filmu Epitafium dla Barbary Radziwiłłówny (1982), w którym zagrał epizodyczną rolę oraz dialogów do filmów telewizyjnych z 1971 r.: Markheim, Okno zabite deskami i System.

Zadebiutował tomem opowiadań Raz na kilka lat. Od 1975 do 2010 r. zajmował się tłumaczeniem literatury włoskiej, m.in.: Dialogi z Leukoteą Cesare Pavesego (1975), Triumf śmierci Gabriele d’Annunzio (1976), Dziełka moralne (1979) i Pieśni/Canti (2020) Giacomo Leopardiego, Dzień sądu Salvatore Satty (1982), Narodziny filozofii Giorgio Colliego (1991), Granice duszy (1994) i Co pozostaje (2001) Nicoli Chiaromonte, Drzewa bez Bogów Guido Ceronettiego (1994), Zaślubiny Kadmosa z Harmonią Roberta Calasso (1995), Wyjście z labiryntu Alberta Savinio (2001), Szekspira (2001), O Stendhalu (2002) i Gepard (2009) Giuseppe Tomasiego di Lampedusy. W latach 1987–2003 opublikował kilkanaście szkiców eseistycznych oraz wiersze z cyklu Z zimowego letargu. Eseje i tłumaczenia publikował w wielu czasopismach, m.in. w „Przekroju”, „Literaturze na Świecie”, „Zeszytach Literackich”, „Res Publice”, „Tygodniku Powszechnym” i „Przeglądzie Politycznym”.

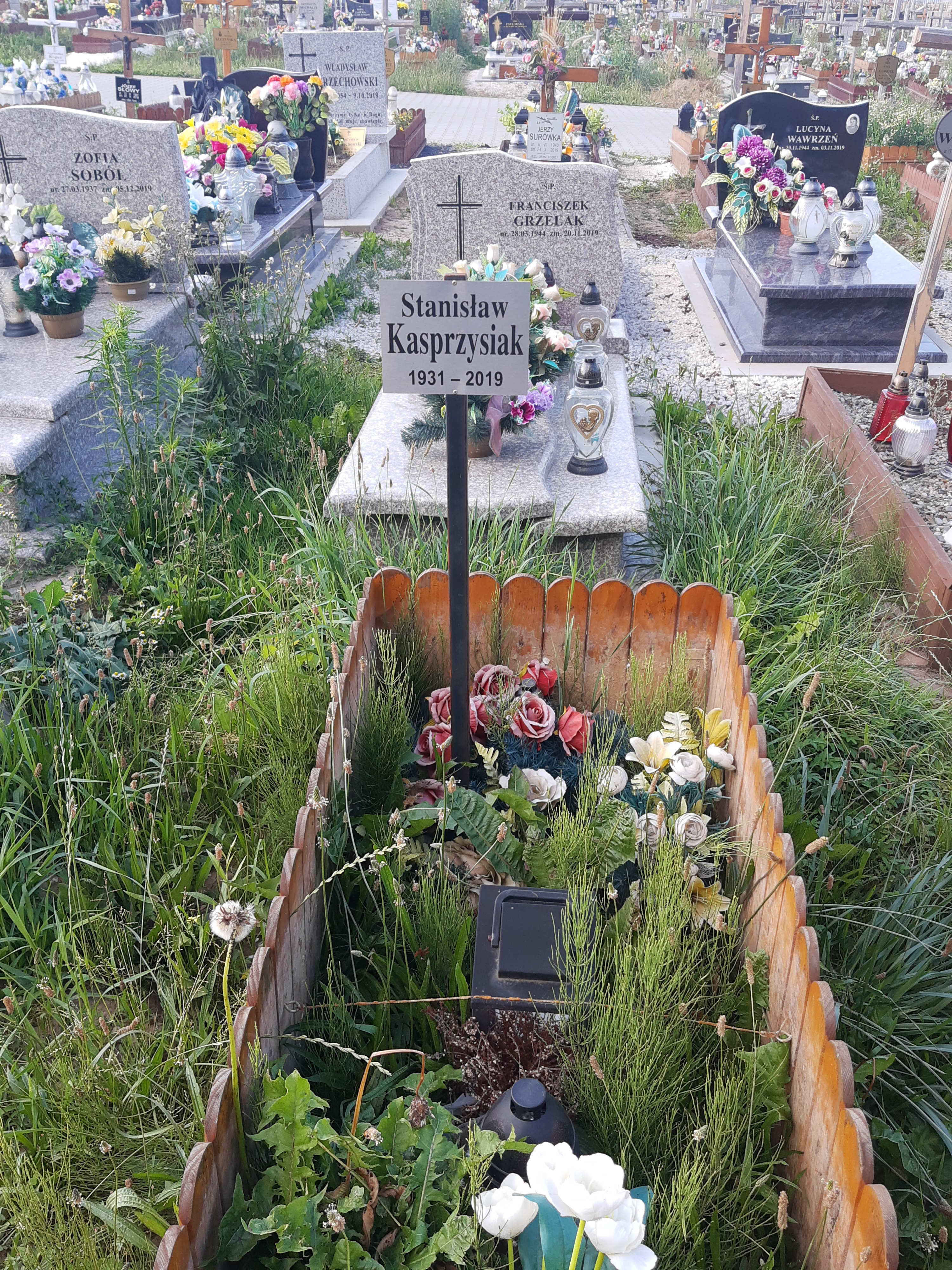
Grób Stanisława Kasprzysiaka na cmentarzu Prądnik Czerwony

Zmarł 9 grudnia 2019 r. w Warszawie, pochowany na cmentarzu Prądnik Czerwony w Krakowie (kwatera CCXXVI-5-17).

## Odznaczenia i nagrody
- III nagroda na Międzynarodowym Konkursie Literackim (1962)[9]
- nagroda Stowarzyszenia Tłumaczy Polskich za przekład esejów Guida Ceronettiego (1996)[11]
- nagroda literacka ZAiKS-u dla tłumaczy (2000)[12]
- nagroda Rządu Republiki Włoskiej: Premio Nazionale per la Traduzione (2002)[13]
- Order Gwiazdy Solidarności Włoskiej za zasługi dla włoskiej kultury (2004)[1]
- Nagroda Literacka im. Leopolda Staffa w kategorii: In memoriam, za wybitne przekłady literatury włoskiej (2020)[14]